# أفايكي تاوتاو
أفايكي تاوتاو (بالإنجليزية: Avaiki Tautau)‏ الاسم القديم لنيوزيلاندا حسب أسطورة ماورية.